# Rudesinde
Rudesinde ou Rosendo Guterres (né à São Miguel do Couto, freguesia de Santo Tirso, dans l'actuel Portugal, le 26 novembre 907 - mort au monastère du Saint-Sauveur (es) de Celanova dans la paroisse civile de San Julián de Cela, actuelle Galice espagnole, le 1er mars 977) est une figure politique et religieuse de la Galice du Xe siècle. 

## Biographie
Fils de la haute noblesse de Galice, son père était le beau-frère du roi Ordoño II, il se sent très jeune attiré par la vie monastique. Il entre au monastère bénédictin du Saint-Sauveur de Celanova dès son plus jeune âge. Selon la coutume de l'époque, du faite de sa haute extraction, il est choisi par le souverain pour devenir, à 18 ans, évêque de Mondoñedo, un des quatre sièges épiscopaux attenant à l'archidiocèse de Saint-Jacques-de-Compostelle.
Doté d'un charisme spirituel reconnu et sachant aussi user de ses influences, il contribue grandement à l'expansion de l'ordre bénédictin dans le Nord ouest de la péninsule ibérique. En 934, grâce à son action, le monastère de Caaveiro (es) est fondé. Il participe à la refondation en 936 du monastère du Saint-Sauveur de Celanova où il était devenu moine. Il contribue aussi au développement de celui de Santa María de Sobrado (en) fondé en 952.

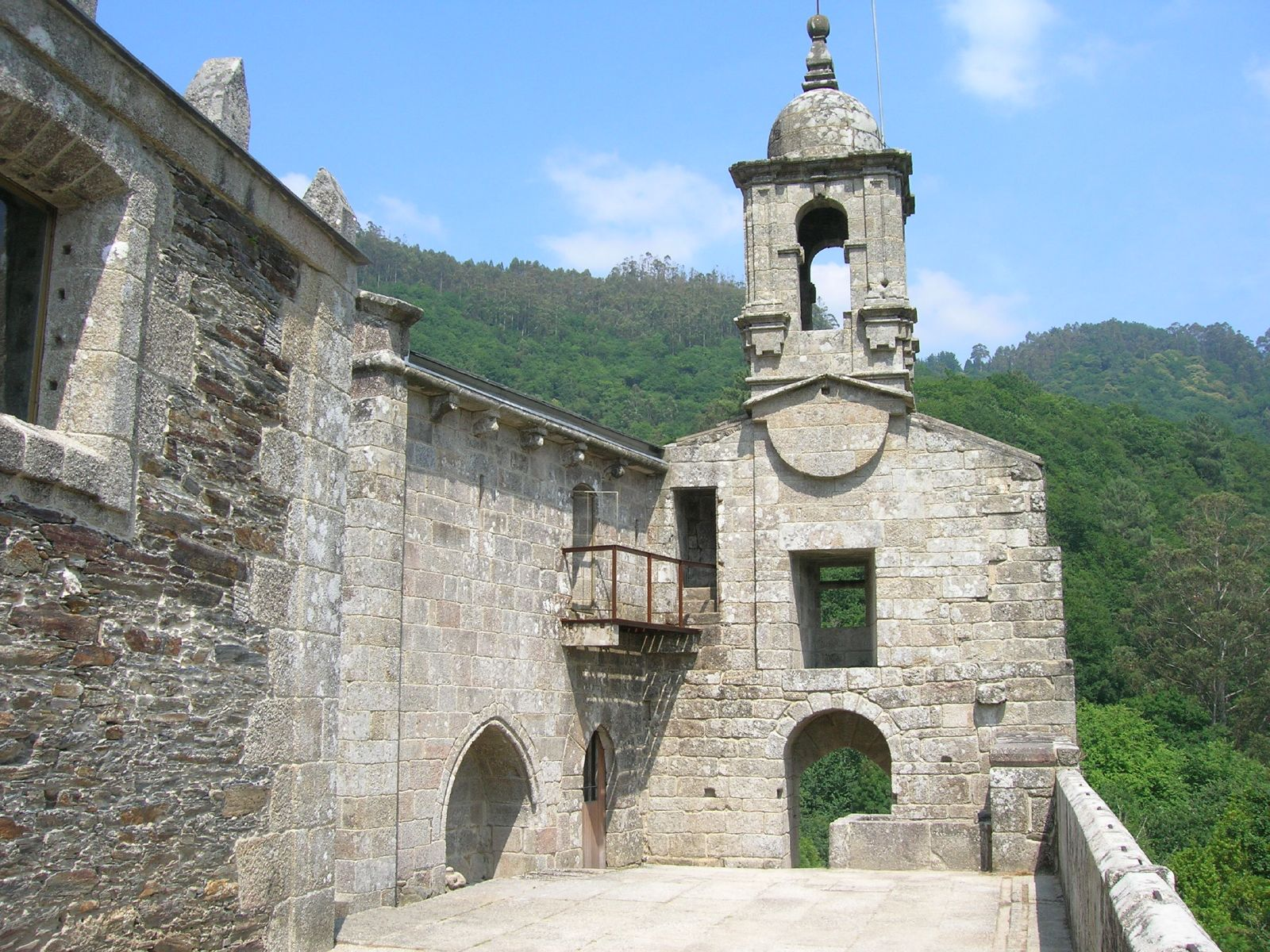
Monastère de Saint Jean de Caaveiro.

Dans un contexte politique, religieux et militaire difficile, Rudesinde est plusieurs fois sollicité par le roi pour mettre de l'ordre dans les affaires de l'Église. Il est nommé administrateur apostolique du diocèse d'Iria Flávia-Santiago de Compostelle en 968. La même année il joue de son influence et réussit à mobiliser derrière le roi des princes et nobles de la Galice et du Portugal dans la lutte contre les  Vikings menés par Gunrod (en), celui-ci est finalement capturé et exécuté. En 969, le roi le nomme gouverneur de la Galice avec mission de réunir à nouveau la noblesse et de mobiliser l'armée afin de repousser les Sarrasins qui se rapprochent. En 977, fatigué et âgé, il abandonne toute charge et se retire au monastère du Saint-Sauveur de Celanova où il meurt au début de la même année.

## Vénération
Rudesinde fut canonisé en 1195 par le pape Célestin III. Il est commémoré le 1er mars.

### Biographie
- (es) Emilio Sáez, « Los ascendientes de San Rosendo, notas para el estudio de la monarquía astur-leonesa durante los siglos IX y X », Hispania, CSIC, Instituto Jerónimo Zurita, no XXX,‎ 1947 (OCLC 2594708, lire en ligne)
- (en) Francisco Carvalho Correia, « Algumas notas sobre S. Rosendo », Estudios Mindonienses. Anuario de estudios Histórico-Teológicos de la Diócesis de Mondoñedo-Ferrol, Ferrol, no 23,‎ 2007, p. 13-47 (ISSN 0213-4357, lire en ligne [archive du 18 mai 2014], consulté le 18 mai 2014)